# Tenna (japansk tideräkning)
Tenna (japanska: 天和?, Tenna), 29 september 1681–21 februari 1684, är en period i den japanska tideräkningen under kejsare Reigen. Shogun var Tokugawa Tsunayoshi.
Namnet på perioden är extraherat ur fyra citat och sentenser ur Hanshu och Hou Hanshu (två av de 24 historieverken), ett verk av Zhuang Zi samt det klassiska historieverket Shujing. Det kan läsas "himmelsk fred".
Denna korta period, som både inleddes och avslutades för att astrologer fann det lämpligt med tanke på cykler i den kinesiska kalendern (en ny 60-årscykel började i slutet av perioden, och 58 ansågs vara ett gynnsamt tal för förändringar) är känd för den stora Tennabranden i Edo.
En period med samma namn finns i kinesisk historia. Då avses åren 566–572.